# Dom Ratnika
Dom Ratnika je planirana buduća građevina u Vukovaru.
Kamen temeljac za njega su položili Petar Janjić i njegova Udruga ratnika Hrvatskog obrambenog rata (URHOR) 18. studenoga 2011. godine, na obljetnicu pada pada Vukovara. Osim za taj objekt, položen je temeljni kamen za gradnju spomenika imena 'Otac i sin' koji će se nalaziti u dvorištu budućeg objekta. Spomenik će podignuti URHOR u spomen na najmlađu žrtvu pokolja na Ovčari, 16-godišnjeg Igora Kačića i njegova oca Petra, hrvatskog branitelja, jednog od glavnih zapovjednika obrane vukovarskog Sajmišta, koji je poginuo na tom istom vukovarskom Sajmištu listopada 1991. godine. Temeljni kamen je položila Irena Kačić (udovica Petra Kačića i mati Igora Kačića) te članovi Udruge djece poginulih i nestalih hrvatskih branitelja.

## Zgrada
Temelji ove zgrade se nalaze na Bogdanovačkoj cesti kod Lovačkog doma.
Planirane dimenzije Doma Ratnika su 43x15 metara. Dom će imati veliku dvoranu koja će imati 400 mjesta za sjedenje, a u potkrovlju će se nalaziti spavaonice s tuševima u kojima će moći noćiti stotinjak osoba. Osim nje, u Domu će biti mala dvorana koja će moći primiti 40 osoba.
U zgradi bi trebalo raditi 18 osoba, a namjerava se neka zapošljenici budu djeca koja su u ratu ostala bez roditelja i/ili supruge branitelja niskih ili nikakvih mirovinskih primanja.
Predviđeno je da u Domu Ratnika djeluje pet hrvatskih braniteljskih udruga proisteklih iz hrvatskog obrambenog rata (Domovinskog rata): Udruga umjetnika ratnika proisteklih iz Domovinskog rata, Udruga djeca poginulih i nestalih branitelja, Udruga 5. aktivne brigade Sokolovi, Udruga streljačkog društva MUP-a RH te Udruga Ratnika.
Dom Ratnika će obuhvaćati i okolno zemljište površine 1,2 ha na kojem će se nalaziti malo nogometno igralište dimenzija 50x25 m, streljana te boćarsko i dječje igralište.
Dom će biti namijenjen za održavanje predavanja, konvencija, komemoracija, simpozija, svatova, raznih društvenih aktivnosti, pa sve do športskih kao što su mali nogomet, šah, boćanje, pikado, turnire u belotu, sve za druženje branitelja, za umjetničke kolonije, filmske projekcije, pa sve do kuharskih natjecanja (priprema fiš-paprikaša i čobanca).
Dio troškova je pokriven donacijama, a zasad je njima pokriveno pola financijske konstrukcije od 13,5 milijuna kuna. Ističu se donacije generala Čermaka, Agrokora i Zagrebačke banke.
Planira se da Dom ratnika bude gotov unutar godine dana.

## Spomenički dio
Spomenički dio će se sastojati od dvaju obilježja. 
Spomenik 'Otac i sin' koji će se nalaziti u dvorištu, zamisao je Petra Janjića, a izvedba je zamisao kipara i slikara iz Bogdanovaca, Marija Matkovića, sina poznatog zapovjednika Bogdanovaca Ivana Matkovića Laste. Spomenik će biti u prirodnoj veličini, a ukupne će biti visine 3,2 m. Predstavljat će kako otac Petar Kačić kleči grleći svog sina Igora, a Igor svog oca. Spomenik bi se nalazio u križu koji će biti dug 17 m, a širine 3 m. Na krajevima tog križa će se nalaziti četiri 10 metarska jarbola, na kojima će se nalaziti zastave Hrvatske, grada Vukovara, 204. brigade i URHOR-a.
Drugo spomen obilježje će biti oblika napuštenog tenka T55 i zrakoplova MIG 21, a nalazit će se uz dječje igralište.